# Ses Païsses de Artá

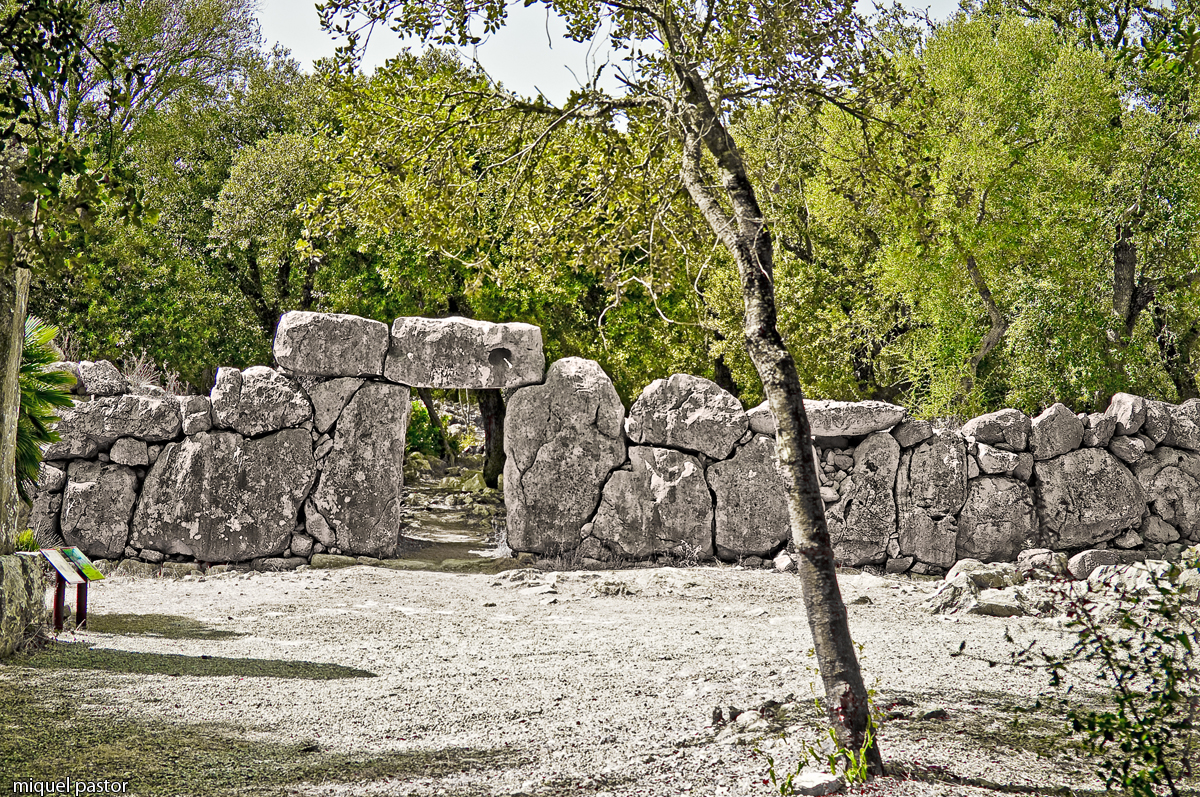
Muro y puerta del poblado.

Ses Païsses es un poblado talayótico situado en el municipio español de Artá, Islas Baleares. Es uno de los yacimientos arqueológicos más completos y bien conservados de Mallorca. La singularidad e importancia de este conjunto se encuentra en la buena conservación de las construcciones que lo forman. En este poblado destaca la gran muralla ciclópea, que conserva todo el perímetro de 320 metros y su espectacular puerta monumental, que se ha convertido en uno de los símbolos de la prehistoria de Mallorca.

## Características y cronología
Ses Païsses es un poblado prehistórico que fue habitado desde el año 1100 a. C. hasta el año 50 d. C. Ocupa una superficie elíptica de 13.500 m² de planta, rodeado por una muralla de 320 m de diámetro que fue construida entre los años 640 y 540 a. C.
Se encuentra localizado sobre una suave colina, ocupando una posición central dentro del Valle de Artá, y debía dominar un gran territorio que limitaba con los poblados de Son Sastres hacia el Este, el de Sa Badeia hacia el Norte, el de Son Sureda hacia el Noroeste y el de S'Auma Vell hacia el suroeste. Fue declarado monumento historicoartístico en el año 1946.
El poblado se configura alrededor de un talayot o turriforme central, alrededor del cual se desarrollan varios círculos de viviendas y edificios de uso social. Los primeros edificios construidos, adosados a la pared del talayot, eran pequeñas estancias de forma arriñonada, en un segundo círculo se encontraban las viviendas más grandes de planta quadrangular y, más hacia el exterior, se construyeron los edificios más grandes y complejos.
Con el paso de los más de mil años de historia, los edificios se fueron abandonando y reconstruyendo, y pasan períodos de abandono y re-ocupación que las excavaciones en curso nos ayudan a interpretar.

## Contexto histórico
Durante la transición del segundo al primer milenio a. C. se dan una serie de cambios en las sociedades prehistóricas de Mallorca, que marcan el paso entre el pre-talayótico y el talayótico.
Se abandonan las aldeas de poblamiento disperso, donde dominan las navetas, que son estructuras de habitación, y se crean los asentamientos agrupados. Estos nuevos poblados talayóticos se ven dotados de arquitectura social y arquitectura doméstica. Los talayots son edificios centrales de los poblados y se usan con finalidades sociales y comunitarias. A su alrededor se construyen las viviendas.
La población talayótica vive de forma igualitaria y pacífica con el resto de comunidades. Su economía se basa en la ganadería de cabras, ovejas, bueyes y cerdos, el cultivo de cereales y el aprovechamiento de los recursos silvestres. En la época talayótica se sigue produciendo cerámica sin uso del torno, objetos elaborados con piedra y hueso; se sigue practicando la metalurgia del cobre, el bronce y, por primera vez, del hierro.
A mediados del primer milenio a. C comienzan a aparecer cambios socioeconómicos que marcan la transición del talayótico al pos-talayótico o periodo baleárico. El posible aumento de la población en la isla durante esos años provoca un incremento de la competencia por los recursos naturales. Esta situación da lugar a disputas entre comunidades y al levantamiento de las murallas que rodean los poblados. Comienza a desarrollarse el comercio con el exterior, favoreciendo que determinadas clases sociales aumenten su poder y que incrementen las desigualdades sociales.
Los entierros en la época pos-talayótica evidencian las nombradas desigualdades, atendiendo a las diferencias cualitativas y cuantitativas de los ajuares funerarios. Las prácticas funerarias y rituales se diversifican y se construyen santuarios. En el ámbito tecnológico, aparecen las nuevas formas en la cerámica, la metalúrgia del bronce continua, aumenta la metalurgia del hierro y aparecen los primeros objetos de plomo.
El contacto con otras culturas es muy intenso. De hecho, los talayóticos baleares aparecen documentados como mercenarios de los ejércitos púnicos y los honderos participan en los conflictos que sucedían entonces a lo largo del Mediterráneo.
En el año 123 a. C se produce la conquista romana de las Islas Baleares. La mayoría de los poblados indígenas no se vieron afectados por la nueva situación política y por la construcción de Palma y Pollentia. Es durante el siglo I d. C cuando se produce la migración del campo hacia la ciudad o a los nuevos establecimientos rurales, las explotaciones agropecuarias.

## Muralla y puertas
La muralla se erigió entre los años 640 y 540 a. C. Su forma es elíptica y tiene un perímetro de 320 metros que delimita una superficie de 11,5 ha. Su altura máxima es de 3,5 m y su amplitud es de 3,6 m. El muro está formado por dos partes.
La parte exterior está elaborada con grandes bloques colocados encima de un zócalo de losas planas. Algunos de estos bloques pueden llegar a pesar hasta 8 toneladas. La zona interior está formada por hileras irregulares de bloques intercalados de dimensiones más pequeñas.
Se han localizado 3 puertas que dan acceso al poblado, la puerta sureste es la más monumental y la mejor conservada, la del noreste conserva el corredor pero no el marco ni los ramales, y la del sur es la denominada "Puerta del Agua". Estaban construidas con bloques verticales que forman los ramales, y otro encima que forma el lindar. El corredor tiene unos 4,3 m de largo. Estaba cubierto por grandes losas y pavimentado con piedra, disponiendo de un canal para drenar el agua.
En la zona interior de la muralla se pueden ver las escaleras de acceso a la parte superior. Estas escaleras se encuentran situadas de forma simétrica a izquierda y derecha de la puerta. La del sur conserva cuatro escalones y la del norte tres, que tenían unos 80 cm de ancho.

### Función y significado de las murallas talayóticas
La construcción de unas murallas tan monumentales tiene una evidente utilidad defensiva, se trata de proteger a las personas que habitan el poblado y que explotan un territorio, pero también de proteger sus bienes de consumo y de intercambio. Expresa el arraigo de una comunidad en un territorio frente a grupos indígenas vecinos y, de forma más importante, frente a los agentes coloniales. La construcción de las murallas también es una operación de carácter político y simbólico, definidor de una comunidad contra otras, en cierta forma, una forma de ostentación.
El aumento demográfico, la intensificación de la ocupación del territorio, que roza su techo ecológico en relación con la tecnología y las estrategias de producción existentes entonces, explican estas construcciones como también el hecho de buscar recursos externos mediante los honderos mercenarios, el corsarismo y la piratería.

## Talayot central
El talayot central parece ser el elemento primigenio alrededor del cual se fue desarrollando el poblado de Ses Païsses, su construcción podría datarse alrededor del año 1100 a. C. Se trata de un turriforme de unos 12 m de diámetro y una altura máxima conservada de 4 m, con una pequeña cámara interior de 7 m² sin columna. Está situado casi en el centro del poblado sobre una pequeña elevación natural que realza su propia altura y lo convierte en una obra visual y simbólica.
Los muros exteriores adoptan una forma escalonada, como contrafuertes que lo rodean parcialmente excepto en la zona de las puertas. En cuanto a la cubierta, se deduce que debía estar construida con vigas de madera.
Las puertas de entrada al talayot central son de pequeñas dimensiones, midiendo unos 75 cm de altura, cosa que no permitía la entrada de una persona adulta erguida. La entrada oeste da al exterior del talayot, mientras que la entrada este da al interior de la sala hipóstila y están comunicadas por un corredor que atraviesa el talayot y otras pequeñas dependencias anexas.
Se cree que el talayot tenía una función simbólica y ritual más que funcional, ya que sus características no lo hacen apto ni como defensa, ni como vivienda, y tampoco no se han encontrado restos que permitan hablar de una función como almacén. La comunicación con las Sala Hipòstila refuerza esta hipotética función ritual, que podría estar relacionada con el sacrificio colectivo de animales y otras tareas rituales.

## Sala hipóstila
La llamada Sala Hipóstila se localiza en la zona este del talayot, conectándose con este a través de un corredor y una pequeña puerta. Esta sala tiene planta absidal y en su interior se observan un total de 7 pilastras contra las paredes y 3 columnas.
Por los restos encontrados, parece que este edificio tuvo uso social. Posiblemente se dedicó a alguna actividad económica comunitaria, como la molienda de cereales o el sacrificio colectivo de animales. Cuando el edificio ya estaba en ruinas, se excavó en el sedimento que remachaba la entrada de una sepultura que contenía los restos de un joven de 17 años en posición fetal.
Parece que se construyó en época talayótica y se abandonó durante la transición hacia el pos-talayótico, cerca del año 500 a. C. En su interior han aparecido una plataforma, un banco y un pequeño aljibe. Entre los objetos encontrados, destaca la presencia de molinos barquiformes, de cerámica doméstica modelada a mano y de restos alimentarios como huesos y conchas.